# シナジー
シナジー (Sinergy) は、エインシェントなどで活躍したキンバリー・ゴス（Vo）と、チルドレン・オブ・ボドムのアレキシ・ライホ（Gt）を中心に結成されたフィンランドのヘヴィメタルバンド。
ゴスの弁によると、彼女以外の主だったメンバーが、それぞれのバンドでの活動等に専念しているため、活動再開の目途が全く立たず、事実上の解散状態となった。その後、4thアルバムを2006年にリリースする話が持ち上がったものの、結局、作成されることのないまま、自然消滅した。

## ラインナップ

### 最終メンバー
- キンバリー・ゴス (Kimberly Goss) - ボーカル
- アレキシ・ライホ (Alexi Laiho) - リード&リズムギター
- ローペ・ラトヴァラ (Roope Latvala) - リード&リズムギター
- ラウリ・ポラー (Lauri Porra) - ベース

アルバムには不参加。
- マッツ・カールソン (Mats Karlsson) - ドラム

アルバムには不参加。

### 旧メンバー
- イェスパー・ストロムブラード (Jesper Strömblad) - リズムギター
- シャーリー・ダンジェロ (Sharlee D'Angelo) - ベース
- マルコ・ヒエタラ (Marco Hietala) - ベース
- メラニー・シスネロス (Melanie Sisneros) - ベース

アルバムには不参加。
- エルナ・シーカヴィルタ (Erna Siikavirta) - キーボード

アルバムには不参加。
- ロニー・ミリアノヴィッチ (Ronny Milianowicz) - ドラム
- トミー・リルマン (Tonmi Lillman) - ドラム

2012年2月14日逝去。38歳没。
- ヤンネ・パルヴィアイネン (Janne Parviainen) - ドラム

アルバムには不参加。

## ディスコグラフィ
日本盤はトイズファクトリーから発売されたが、その後、長らく廃盤となっていた。2011年6月にトゥルーパー・エンタテインメントから3枚とも日本盤の再リリースがなされた。
- ビウェア・ザ・ヘヴンズ Beware the Heavens （1999年）
- トゥ・ヘル・アンド・バック To Hell and Back （2000年）
- スーサイド・バイ・マイ・サイド Suicide By My Side （2002年）